# Elco (Pensilvania)
Elco es un borough ubicado en el condado de Washington en el estado estadounidense de Pensilvania. En el año 2000 tenía una población de 362 habitantes y una densidad poblacional de 573 personas por km².

## Geografía
Elco se encuentra ubicado en las coordenadas 40°4′45″N 79°52′29″O / 40.07917, -79.87472.

## Demografía
Según la Oficina del Censo en 2000 los ingresos medios por hogar en la localidad eran de $27,813 y los ingresos medios por familia eran $33,214. Los hombres tenían unos ingresos medios de $26,667 frente a los $17,750 para las mujeres. La renta per cápita para la localidad era de $13,951. Alrededor del 21.9% de la población estaba por debajo del umbral de pobreza.